# Romanian Open 2025 - Qualificazioni singolare
Le qualificazioni del singolare del Romanian Open 2025 sono state un torneo di tennis preliminare per accedere alla fase finale. I vincitori dell'ultimo turno sono entrati di diritto nel tabellone principale. In caso di ritiro di uno o più giocatori aventi diritto a questi sono subentrati gli alternate, coloro che vengono ammessi al tabellone principale a causa dell'assenza di un lucky loser che possa sostituire il giocatore ritirato.

## Teste di serie
1. Nikoloz Basilashvili (primo turno)
2. Martín Landaluce (primo turno)
3. Ugo Blanchet (ultimo turno)
4. Timofey Skatov (qualificato)

1. Radu Albot (ultimo turno, lucky loser)
2. Murkel Dellien (primo turno)
3. Filip Misolic (qualificato)
4. Sascha Gueymard Wayenburg (ultimo turno)

## Qualificati
1. Valentin Vacherot
2. Martin Kližan

1. Filip Misolic
2. Timofey Skatov

### Lucky loser
1. Radu Albot

## Tabellone

### Legenda
| - Q = Qualificato - WC = Wild card - LL = Lucky loser | - ALT = Alternate - SE = Special Exempt - PR = Protected Ranking | - w/o = Walkover - r = Ritirato - d = Squalificato |

### Sezione 1
|  | Primo turno | Primo turno           | Primo turno    | Primo turno | Primo turno |  |  | Ultimo turno | Ultimo turno      | Ultimo turno      | Ultimo turno | Ultimo turno |  |
|  |             |                       |                |             |             |  |  |              |                   |                   |              |              |  |
|  | 1           | Nik'oloz Basilashvili | 2              | 7           | 4           |  |  |              |                   |                   |              |              |  |
|  |             | Valentin Vacherot     | 6              | 68          | 6           |  |  |              | Valentin Vacherot | Valentin Vacherot | 6            | 6            |  |
|  | WC          | Luca Preda            | Luca Preda     | 6           | 6           |  |  | WC           | Luca Preda        | Luca Preda        | 2            | 3            |  |
|  | 6           | Murkel Dellien        | Murkel Dellien | 2           | 0           |  |  |              |                   |                   |              |              |  |

### Sezione 2
|  | Primo turno | Primo turno               | Primo turno               | Primo turno | Primo turno |  |  | Ultimo turno | Ultimo turno              | Ultimo turno | Ultimo turno | Ultimo turno |  |
|  |             |                           |                           |             |             |  |  |              |                           |              |              |              |  |
|  | 2           | Martín Landaluce          | 2                         | 6           | 4           |  |  |              |                           |              |              |              |  |
|  |             | Martin Kližan             | 6                         | 3           | 6           |  |  |              | Martin Kližan             | 65           | 6            | 6            |  |
|  |             | Elias Ymer                | Elias Ymer                | 4           | 6           |  |  | 8            | Sascha Gueymard Wayenburg | 7            | 4            | 3            |  |
|  | 8           | Sascha Gueymard Wayenburg | Sascha Gueymard Wayenburg | 6           | 7           |  |  |              |                           |              |              |              |  |

### Sezione 3
|  | Primo turno | Primo turno      | Primo turno  | Primo turno | Primo turno |  |  | Ultimo turno | Ultimo turno  | Ultimo turno  | Ultimo turno | Ultimo turno |  |
|  |             |                  |              |             |             |  |  |              |               |               |              |              |  |
|  | 3           | Ugo Blanchet     | Ugo Blanchet | 6           | 7           |  |  |              |               |               |              |              |  |
|  | Alt         | Cezar Crețu      | Cezar Crețu  | 4           | 5           |  |  | 3            | Ugo Blanchet  | Ugo Blanchet  | 2            | 2            |  |
|  |             | Matteo Martineau | 2            | 6           | 2           |  |  | 7/Alt        | Filip Misolic | Filip Misolic | 6            | 6            |  |
|  | 7/Alt       | Filip Misolic    | 6            | 2           | 6           |  |  |              |               |               |              |              |  |

### Sezione 4
|  | Primo turno | Primo turno             | Primo turno    | Primo turno | Primo turno |  |  | Ultimo turno | Ultimo turno   | Ultimo turno   | Ultimo turno | Ultimo turno |  |
|  |             |                         |                |             |             |  |  |              |                |                |              |              |  |
|  | 4           | Timofej Skatov          | Timofej Skatov | 6           | 6           |  |  |              |                |                |              |              |  |
|  | Alt         | Oleg Prihodko           | Oleg Prihodko  | 4           | 3           |  |  | 4            | Timofej Skatov | Timofej Skatov | 6            | 7            |  |
|  | WC          | Ștefan Adrian Andreescu | 6              | 3           | 2           |  |  | 5            | Radu Albot     | Radu Albot     | 1            | 63           |  |
|  | 5           | Radu Albot              | 4              | 6           | 6           |  |  |              |                |                |              |              |  |